# Willemit
Willemit (Levy, 1830), chemický vzorec Zn2SiO4 (křemičitan zinečnatý), je klencový minerál. Je pojmenován po Vilému I. Nizozemském, prvním králi Nizozemí.

## Původ
Druhotný minerál, relativně běžný v mnoha Pb-Zn nebo Zn ložiscích (hlavně ve vápencích), které obsahují nebo obsahovaly sfalerit, jehož přeměnou běžně vzniká. Přeměněný minerál, který nahrazuje sfalerit v hydrotermálních žilách.

## Morfologie
Krystaly prizmatické do 20 cm, tabulky. Běžně drobné hexagonální hranoly, radiálně paprsčité, hrubě až jemně zrnité a masivní agregáty.

## Vlastnosti
- Fyzikální vlastnosti: Tvrdost 5,5, křehký, hustota 3,89—4,19 g/cm³, štěpnost nedokonalá podle {1120} a podle {0001}, lom lasturnatý až nepravidelný.[1][2]
- Optické vlastnosti: Barva: bezbarvý, bílá, nažloutlá, pastelově zelená, růžová, světle modrá, azurová, hnědá, šedá, černá. Lesk skelný, mastný, průhlednost: průhledný až průsvitný, vryp bílý.
- Chemické vlastnosti: Složení: Zn 58,68 %, Si 12,60 %, O 28,72 %. Před dmuchavkou svítí, taví se (těžce) na bílý email. Rozpustný v HCl.
- Další vlastnosti: Po ozáření ultrafialovým světlem zeleně fosforeskuje.

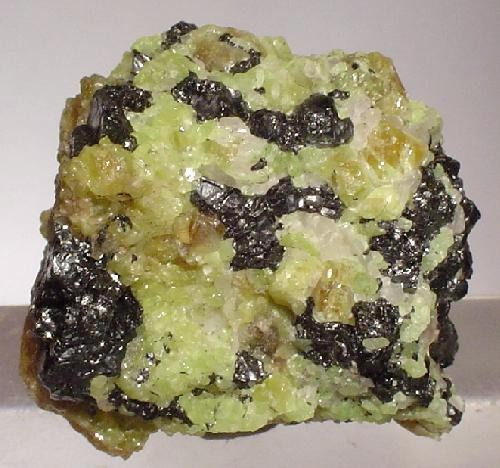
Willemit na normálním světle
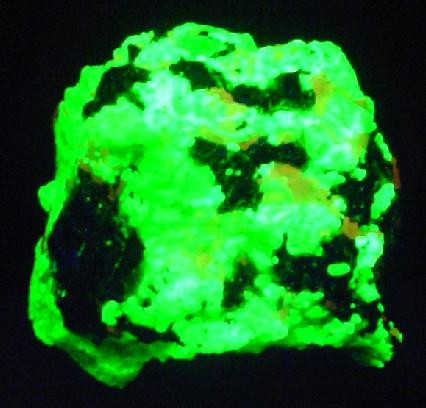
Willemit pod UV světlem

## Odrůdy
- troostit — obohacený manganem, chemický vzorec (Zn,Mn)2SiO4, pojmenovaný po: Dr Gerard Troost (1776–1850), State Geologist of Tennessee;
- xingshaoit — obohacený kobaltem, chemický vzorec (Zn,Co)2SiO4, název odvozen od názvu důlní společnosti Xingshao Co., provincie Chu-nan, Čína;
- další odrůdy se liší např. barvou fluorescence.

## Podobné minerály
- např. epidot, olivín

## Parageneze
- franklinit, hemimorfit, zinkit, smithsonit

## Využití
Výjimečně se těží jako zinková ruda. Žluté průhledné krystaly mají využití jako drahý kámen v klenotnictví.

## Naleziště
Řídký výskyt,
- Česko – Vrančice okres Příbram. Byl nalezen v jihlavském podzemí. Není známo, jak se tam dostal.[3]
- Slovensko – Dobšiná (Slovenské rudohoří), Ardovo (Slovenský kras)
- Německo – Goslar (Dolní Sasko)
- Rusko – poloostrov Kola
- USA – nejznámější jsou ložiska v Arizoně a New Yorku.
- a další.